# 翁崑德
翁崑德（1915年3月19日—1995年3月21日）是出生於嘉義的臺灣畫家。他出生於臺灣嘉義市北門雲霄厝仕紳家族，家庭背景優渥。父親翁耀宗，母親陳氏皆出身嘉義望族，經營運送和營造事業，好藝文並重視子女教育。:13翁崑德是家中的次子，他與大兩歲的兄長翁焜輝一同在父母的培育下前往日本求學。兩人先後就讀於京都立命館大學附設中學文學科，並同時培養了對文學、繪畫和武道的興趣。翁焜輝畢業後考入京都立命館大學武道部，而翁崑德則繼續就讀文學科大學部，此外。他們也一同進入京都西山繪畫學校及京極洋畫研究所學畫。:13-14
1930年代後期，翁崑德完成學業回到故鄉，僅20歲的他便以西洋畫〈活力之街(活氣づく巷)〉入選第九回臺灣省美術展覽會（臺展）。之後，他的作品〈有塔的風景〉入選了臺陽美術展（1936年）、〈車站〉入選了第一回府展（1938年），以及描繪嘉義公園的作品〈朝〉入選了第五回府展（1942年）。戰後，他持續參展並連續11次入省展。
在入選多屆省展後，步入中年的翁崑德想把舞台留給年輕人，再加上創作力減弱因此轉向地方藝文活動發展。1935年翁崑德、林英杰與張義雄於嘉義公會堂舉辦「洋畫三人展」聯展，:13-14並在同鄉前輩畫家陳澄波指導下，納入嘉義地區其他年輕藝術家翁焜輝和劉新祿等人於1940年8月成立「青辰美術協會」，舉行了第一次展覽。然而受到戰時體制影響，再加上1947年陳澄波捲入二二八事件身故之後，青辰美術協會組織成員多半放下畫筆或遠離家鄉。:250-253不過翁崑德則持續送件參加全省美展，除了成為「臺陽美術協會」會員，:18也應沈哲哉之邀於1959年加入「台南美術研究會」，:59每年都會展出二到三件作品，並在1986年獲頒「南美會」之光的榮譽。:20:63
翁崑德終生未婚，參展「台南美術研究會」的聯誼和研究一直是翁崑德中晚年重要的工作之一，不過在1984年在完成〈山淨日長〉後，因勞累過度而中風，自此行動不便未再有新畫作，並移居至台南，由妹妹翁碧煙、養子也是外甥翁宏彰與媳婦洪秀美照顧，於1995年3月21日去世。:18